# David Dorůžka
David Dorůžka, David Dorużka (ur. 25 stycznia 1980 w Pradze) – czeski gitarzysta i kompozytor jazzowy.
Dorůžka zaczął grać na gitarze w wieku 10 lat. Mając 14 lat zaczął występować ze znanymi muzykami czeskiej sceny jazzowej. W 1995 roku od Czeskiego Towarzystwa Jazzowego otrzymał tytuł Talent Roku. Grał na albumach takich muzyków jak m.in.: Karel Růžička Jr. czy Jaromír Honzák. W latach 1999–2002 studiował kompozycję i improwizację w Berklee College of Music, gdzie jego nauczycielami byli choćby Joe Lovano czy Mick Goodrick. W latach 2002–2003 zamieszkał w Nowym Jorku, gdzie nagrał debiutancką płytę Hidden Paths. Od końca 2003 roku mieszka znowu w Czechach, gdzie naucza w Konserwatorium Jaroslava Ježka w Pradze.

## Dyskografia

### Albumy
- 2004 – Hidden Paths (Cube-Metier), album debiutancki

### Albumy gościnne
- 2009 – Looking Walking Being (Aga Zaryan)